# لالثوماواي رالتي
لالثوماواي رالتي (28 نوفمبر 1992 في الهند - ) هو لاعب كرة قدم هندي في مركز حراسة المرمى. لعب مع نادي بنغالورو ونورث إيست يونايتد وShillong Lajong FC ‏.

## وصلات خارجية
- لالثوماواي رالتي على موقع قاعدة بيانات كرة القدم.إي يو (الإنجليزية)